# روزفلت وليامز
روزفلت وليامز (بالإنجليزية: Roosevelt Williams)‏ هو لاعب كرة قدم أمريكية ولاعب كرة قدم كندية أمريكي، ولد في 10 سبتمبر 1978.

## وصلات خارجية
- روزفلت وليامز على موقع مرجع كرة القدم المحترفة.كوم (الإنجليزية)